# Roselia
Roselia (japanski: ロゼリア Rozeria) jedan je od 1025 fiktivnih vrsta Pokémona iz medijske franšize Pokémon, skupa Pokémon videoigara, animiranih serija, manga stripova, knjiga, igraćih karata i drugih medija kojima je tvorac Satoshi Tajiri. Svrha je Roselie u videoigrama, animiranoj seriji i manga stripovima, kao i svrha ostalih Pokémona, borba s divljim Pokémonima – neukroćenim stvorenjima koje igrači i likovi pronalaze dok kreću na razne avanture – i pripitomljenim Pokémonima drugih Pokémon trenera. 
Ime "Roselia" dobiveno je kombinacijom engleskih riječi "rose" = ruža, i "rosalia", što je vrsta melodije. Azelija, vrsta cvijeta, mogla bi biti još jedan utjecaj na njeno ime. Još jedan mogući korijen na njeno ime mogla bi biti "Bulgaria", englesko ime za Bugarsku, koja je poznata po svojoj Dolini ruža.
Roselia je jedna od malobrojnih Pokémona čije je ime jednako u svim jezicima.
Ken Sugimori, Pokémon crtač, otkrio je da će Roselia dobiti svoj evoluirani oblik u Pokémon Diamond i Pearl videoigrama. Kasnije je otkriveno da je to Roserade. Roselia je dobila i svoj prije-evoluirani oblik, koji se zove Budew.

## Biološke karakteristike
Roselia izgleda kao živa biljka. Njeno tijelo zelene je boje, i ima tri šiljate izrasline na glavi. Nosi dvije ruže u svojim rukama koje se nalaze tamo gdje bi se trebale nalaziti šake; jedna je plava i jedna crvena (poput Jumpluffa). Fizički gledano, Roselia je veoma malena Pokémon-biljka sa sitnim, neznačajnim nogama prekrivenima jednim listom koji nalikuje na suknju (poput tijela Gardevoira).
Roselia je određena u većini slučajeva svojim cvjetovima. Cvjetovi otpuštaju opuštajući miris koji donosi mir u živa bića. Što je snažnija aroma, znak je da je Roselia zdrava, i Roseliji koja pije izvorsku vodu bogatu hranjivim tvarima cvjetaju posebno ljupki cvjetovi. Zato se Roseliju najčešće pronalazi u mjestima koja su daleko od svijeta, nedirnuta ljudskom rukom.
Cvjetovi, kao i ostatak Roselijina tijela, koriste se kao oružje u borbi. Roselia koristi aromu koju cvjetovi otpuštaju kako bi protivnike učinila nemarnima. No sama aroma može se upotrijebiti kao tehnika Aromaterapije (Aromatherapy), koja liječi Roseliju i njene članove grupe od status efekata kao što su to Spavanje i Paraliza. Pokémoni u divljini ponekad žele ukrasti cvjetove na Roselijinim rukama, pa Roselia ispaljuje oštre bodlje (skrivene u cvjetovima) poput projektila na protivnike. Ove bodlje koriste i treneri u borbama. Još jedan napad koji koristi ove cvjetove jest napad Plesa latica (Petal Dance). Doduše, ovo je riskantan napad; nakon što Roselia protivnika napadne Plesom latica po drugi ili treći put, postane veoma umorna, do te mjere da se zbuni. Još jedna metoda napada jest da Roselia upotrijebi Povećavanje (Growth) kako bi povećala svoj Special Attack status, i onda upotrijebi Ples latica, Čaroban list (Magical Leaf), koji uvijek pogodi protivnika bez promašaja, ili Giga isušivanje (Giga Drain), koji vraćaju Roselijine izgubljeno zdravlje.

## U videoigrama
Roselia je relativno čest Pokémon u Ruby i Sapphire videoigrama, ali ne i u Emerald, FireRed i LeafGreen verzijama.
Uglavnom, Roselia je Pokémon kojeg se rijetko upotrebljava u borbama. Ima veoma dobre Special Attack i Special Defense statuse, ali jako nizak Defense i HP, što ga čini groznim Travnatim Pokémonom, koji su poznati po njihovom neizmjernom HP-u i snažnim napadima. Roselia ima široku paletu napada koje uči kroz stjecanje iskustva, te uči novi napad nakon svake četvrte razine.
Roselia je dvostruki tip Travnati/Otrovni Pokémon, pa uči nekoliko napada koji se koriste da bi dosađivali protivnika, kao što su Omamljujuća spora (Stun Spore), Travnati žvižduk (Grasswhistle), Toksin (Toxic) i Zametak pijavice (Leech Seed). Najbolje je naučiti Roseliju ovim napadima kako bi se uzgajanjem prenijeli na Pokémone koji imaju bolje borbene sposobnosti kao što je Blissey.
Roselia ima visoku šansu da posjeduje sposobnost Oštrog vrška (Poison Point), koja može otrovati protivnika koji napadne Roseliu.
Jedan značajniji trener koji koristi Roseliju jest Wally, lik iz Ruby, Sapphire i Emerald verzija, koji je glavni protivnik igrača. Roselia se češće koristi u Pokémon Izložbama nego u Pokémon borbama.

## U animiranoj seriji
Jedan od Mayinih protivnika, Drew, ima Roseliu. Roselia se pojavljuje u većini epizoda u kojima se Drew pojavljuje. 
Roselia se pojavila kao Pokémon Victorije Winstrate. Izgubila je u borbi protiv Mayinog Beautiflyja.       